# Шерман (округ Данн, Вісконсин)
Шерман (англ. Sherman) — місто (англ. town) в США, в окрузі Данн штату Вісконсин. Населення — 922 особи (2020).

## Демографія
Згідно з переписом 2010 року, у місті мешкало 849 осіб у 337 домогосподарствах у складі 248 родин. Було 368 помешкань
Расовий склад населення:
| - 98,8 % — білих - 0,6 % — чорних або афроамериканців |

До двох чи більше рас належало 0,6 %. Частка іспаномовних становила 0,5 % від усіх жителів.
За віковим діапазоном населення розподілялося таким чином: 20,7 % — особи молодші 18 років, 65,0 % — особи у віці 18—64 років, 14,3 % — особи у віці 65 років та старші. Медіана віку мешканця становила 45,2 року. На 100 осіб жіночої статі у місті припадало 104,1 чоловіків;  на 100 жінок у віці від 18 років та старших — 104,6 чоловіків також старших 18 років.
Середній дохід на одне домашнє господарство  становив 78 829 доларів США (медіана — 62 000), а середній дохід на одну сім'ю — 84 866 доларів (медіана — 74 375). Медіана доходів становила 45 750 доларів для чоловіків та 38 125 доларів для жінок. За межею бідності перебувало 12,4 % осіб, у тому числі 21,1 % дітей у віці до 18 років та 10,8 % осіб у віці 65 років та старших.
Цивільне працевлаштоване населення становило 381 особа. Основні галузі зайнятості: освіта, охорона здоров'я та соціальна допомога — 27,3 %, виробництво — 15,7 %, роздрібна торгівля — 15,2 %.